# 43e régiment d’infanterie
Das 43e régiment d’infanterie (43e RI; ursprünglich: Régiment Royal des Vaisseaux) war ein Verband des französischen Heeres. Das Regiment zeichnete sich seit seiner Aufstellung in allen Kriegen mit französischer Beteiligung bis zum Indochinakrieg aus. Es existiert heute nicht mehr.

## Aufstellung und signifikante Änderungen

### Ancien Régime
Die Einheit wurde von Henri d’Escoubleau de Sourdis, Erzbischof von Bordeaux, 1638 unter dem Namen Régiment des Vaisseaux aufgestellt. Er war gleichzeitig Lieutenant général des armées navales. Es war als Seebataillon (Marineinfanterie) vorgesehen. Das Datum der Indienststellung war der 13. März 1638.
- 13. März 1638: Aufstellung des Régiment des Vaisseaux
- 10. März 1644: Umbenennung in Régiment des Vaisseaux-Mazarin
- 1648: Eingliederung des aufgelösten „Régiment de Breuil“
- 25. Juni 1650: Umbenennung in Régiment des Vaisseaux-Candale
- Januar 1658: Umbenennung in Régiment des Vaisseaux-Mazarin
- 15. März 1661: Umbenennung in Régiment des Vaisseaux-Provence. (Das Regiment ging an die Krone über, Colonel, also Regimentsinhaber, war nunmehr der König selbst. Der Duc de Mercœur als De-facto-Kommandant trug nur den Titel Lieutenant-colonel.)
- 20. September 1669: Umbenennung in Régiment Royal des Vaisseaux

### Revolution und Erstes Kaiserreich
- 1. Januar 1791: Umbenennung in 43e régiment d’infanterie de ligne

- 1793: Erste Heeresreform. Das Regiment wurde als 1er bataillon „ex Vaisseaux“ zur 85e demi-brigade de bataille und als 2e bataillon „ex Vaisseaux“ zur 86e demi-brigade de bataille abgestellt. Damit endete zunächst der Regimentsverband und auch die Traditionslinie.
- 1803: Umbenennung der „43e demi-brigade d’infanterie de ligne“[2] in 43e régiment d’infanterie de ligne (de facto Weiterführung der Regimentstradition)

### 1815 bis 1852
- 1815: aufgelöst
- 1816: wiedererrichtet als Légion de Loiret
- 6. Dezember 1820: In Brest umbenannt in 43e régiment d’infanterie de ligne, bestehend aus zwei Bataillonen. Ein drittes Bataillon wurde am 1. Mai 1823 aufgestellt.
- 1830: Mit Anordnung vom 18. September wurde ein viertes Bataillon aufgestellt. Die Personalstärke betrug nun 3.000 Mann.[3]

### 1914 bis 1944
- Bei der Mobilmachung 1914 wurde ein Reserveregiment, das „243e régiment d’infanterie“, aufgestellt.
- 1939: Umwandlung in ein motorisiertes Infanterieregiment: 43e régiment d’infanterie motorisé
- 1. September 1940: Umwandlung in ein Gebirgsinfanterieregiment: 43e régiment d’infanterie alpine, innerhalb der Waffenstillstandsarmee des Vichy-Regimes
- 11. November 1942 bis 29. April 1943: schrittweise Auflösung

### 1944 bis 2010
- 16. September 1944: Aufstellung eines 43e régiment d’infanterie de la Libération in Lille
- 12. Januar 1945: Umbenennung in 43e régiment d’infanterie
- 1. April 1945: Auflösung
- 12. April 1947: Aufstellung des 43e bataillon d’infanterie
- 1. Januar 1949: Umwandlung in das 43e régiment d’infanterie
- 12. Februar 1949: Umwandlung in die 43e demi-brigade d’infanterie bestehend aus:

43e bataillon d’infanterie
16e bataillon de chasseurs à pied
- 1. März 1954: Umwandlung in 43e régiment d’infanterie
- 12. September 1956: Abmarsch nach Marokko
- 1. Mai 1958: Das „Centre d’instruction“ und das Rekrutendepot des „43e régiment d’infanterie“ wurden zum „Centre d’instruction du 43e RI“ (Ausbildungszentrum des 43e RI).
- 24. November 1959: Der Colonel Andrès übergab die Regimentsfahne dem verbliebenen 3. Bataillon als Traditionsverband.
- 18. September 1962: Der Chef de bataillon Parouty deponierte die Regimentsfahne im Fort von Vincennes.
- 29. Februar 1964: Das „Centre d’instruction du 43e RI“ wurde aufgelöst.
- 1. März 1964: Wiederaufstellung des 43e régiment d’infanterie
- 4. April 1964: Das Regiment erhielt die Fahne zurück.
- 1978: Eingliederung in die 12. Infanteriedivision. Das Regiment bestand aus sechs Kompanien, einer Stabs- und Versorgungskompanie, drei Kampfkompanien und zwei Ausbildungskompanien. Das angegliederte Aufwuchsregiment war bis 1995 das „243e régiment d’infanterie“.
- 1984: Umwandlung in das 43e régiment d’infanterie et de commandement de corps d’armée (43e RICCA – Armeekorps-Stabsregiment); bestehend aus fünf Kompanien: 1 Stabs- und Versorgungskompanie, 1 Korpsstab mit Stabskompanie, 1 Kampfkompanie, 1 Fernmeldekompanie, 1 Ausbildungskompanie.
- 1. September 1991: Umwandlung in 43e régiment d’infanterie
- 1995: Das Aufwuchsregiment wurde aufgelöst.
- 2002: Umorganisation des 43e RI mit Stationierung in Lille und Douai. Bestehend aus zwei Stabs-Versorgungskompanien, zwei Führungsunterstützungskompanien und zwei Reservekompanien.
- 2005: Erneute Umorganisation. Garnison jetzt nur noch in Lille mit drei Kompanien.
- 31. Dezember 2010: Auflösung des 43e régiment d’infanterie
- 1. Januar 2011: Die „Groupement de soutien de la base de défense“ (GSBdD – Unterstützungsgruppe des Verteidigungsstützpunktes Lille) übernahm die Fahne und die Tradition des 43e RI.

## Mestres de camp/Colonels
Mestre de camp war von 1569 bis 1661 und von 1730 bis 1780 die Rangbezeichnung für den Regimentsinhaber und/oder für den mit der Führung des Regiments beauftragten Offizier. Die Bezeichnung „Colonel“ wurde von 1721 bis 1730, von 1791 bis 1793 und ab 1803 geführt.
Nach 1791 gab es keine Regimentsinhaber mehr.
Sollte es sich bei dem Mestre de camp/Colonel um eine Person des Hochadels handeln, die an der Führung des Regiments kein Interesse hatte (wie z. B. der König oder die Königin), so wurde das Kommando dem „Mestre de camp lieutenant“ (oder „Mestre de camp en second“) respektive dem „Colonel-lieutenant“ oder „Colonel en second“ überlassen.

### Ancien Régime
- 13. März 1638: Henri d’Escoubleau de Sourdis
- Februar 1640: Armand-Jean du Plessis, duc de Richelieu
- 10. März 1644: Jules Mazarin
- 25. Juni 1650: Louis Charles de Nogaret de Foix, duc de Candale
- 15. März 1661: Louis de Vendôme, duc de Mercœur
- 20. September 1667: Alexandre Le Bret
- 29. März 1679: Louis Potier de Gesvres, marquis de Gandelus (gefallen)
- 24. April 1689: Louis, comte de Mailly (gefallen)
- 29. April 1692: René, marquis de Nevet
- 16. Juni 1699: Hyacinthe de Montvalat, chevalier d’Entragues (gefallen)
- 1. März 1702: Isaac-Charles de La Rochefoucaud, comte de Montendre (gefallen)
- 27. August 1702: Louis de Régnier, marquis de Guerchy
- 14. Juni 1705: Thomas Le Gendre de Collandre
- 6. März 1719: Pierre-Aimé de Guiffrey, comte de Marcieu
- 25. November 1734: Claude Louis François de Régnier, comte de Guerchy
- 26. Mai 1745: Jean-Baptiste Charles Hubert d’Esparbès de Lussan, chevalier d’Aubeterre (gefallen)
- 21. Februar 1746: Louis Henri d’Esparbès de Lussan, comte d’Aubeterre-La Serre (gefallen)
- 7. August 1747: François Emmery de Durfort, comte de Civrac
- 30. November 1761: Anne Pierre, marquis de Montesquiou
- 28. Juli 1773: Charles Pierre Hyacinthe, comte d’Ossun
- 10. März 1788: Frédéric-Séraphin de La Tour du Pin Gouvernet-Paulin, marquis de Gouvernet

### Revolution und Erstes Kaiserreich
- 21. Oktober 1791: Colonel Louis Joseph Marie Rogon de Carcaradec
- 16. Mai 1792: Colonel Anselme De Sicard (emigrierte in die Niederlande wegen seines Eintretens für den König am 20. August 1792)
- 4. September 1792: Colonel François de Vergès

[…]
- 1805: Colonel Yves Lemarois
- 10. Mai 1807: Colonel Jean-Claude Baussin
- 19. Mai 1811: Colonel Antoine Devez
- 23. Januar 1813: Colonel Nicolas Jacquemard
- 2. Juli 1813: Colonel Jean-Pierre René Stanislas Weller de Chef du Bois

Colonels des 43e RI gefallen oder verwundet
Colonel Le Marois: gefallen am 8. Februar 1807
Colonel Baussin: verwundet am 10. Juni 1807, gefallen am 27. Februar 1811
Colonel Devez: gefallen am 14. April 1812
Colonel Weller de Chef du Bois: verwundet am 13. Oktober 1813 und am 10. November 1813
Offiziere des Regiments zwischen 1804 und 1815 gefallen oder verwundet
gefallen: 18
verwundet: 182

### Von der Restauration bis zum Ersten Weltkrieg
- 17. November 1820: Colonel Genty
- 14. November 1821: Colonel Gérard
- 7. Februar 1823: Colonel de La Tour du Pin de La Charce
- 16. August 1830: Colonel Janin
- 14. April 1831: Colonel Lacretelle
- 29. September 1837: Colonel Charles-Antoine Massoni
- 16. April 1843: Colonel Cornille
- 11. April 1843: Colonel Lorenton-Dumontet
- 7. Januar 1852: Colonel Douay
- 23. Oktober 1852: Colonel de Martimprey
- 5. September 1854: Colonel Broutta
- 12. Juli 1859: Colonel Jeanningros
- 12. März 1862: Colonel Wolff
- 1868: Colonel Aimable Louis Joseph Pollet
- 1. Mai 1870 bis 14. August 1879: Colonel Ernest de Viville
- 23. August 1879: Colonel Mathieu
- 13. März 1883: Colonel de Ricouard d’Hérouville
- 6. Mai 1887: Colonel Jacquey
- 9. April 1892: Colonel de Courson de la Villeneuve
- 29. Dezember 1897: Colonel Guelle
- 4. Juni 1903: Colonel Bizard
- 22. Dezember 1906: Colonel de Lartigue
- 27. September 1911: Colonel Proye

### Erster Weltkrieg

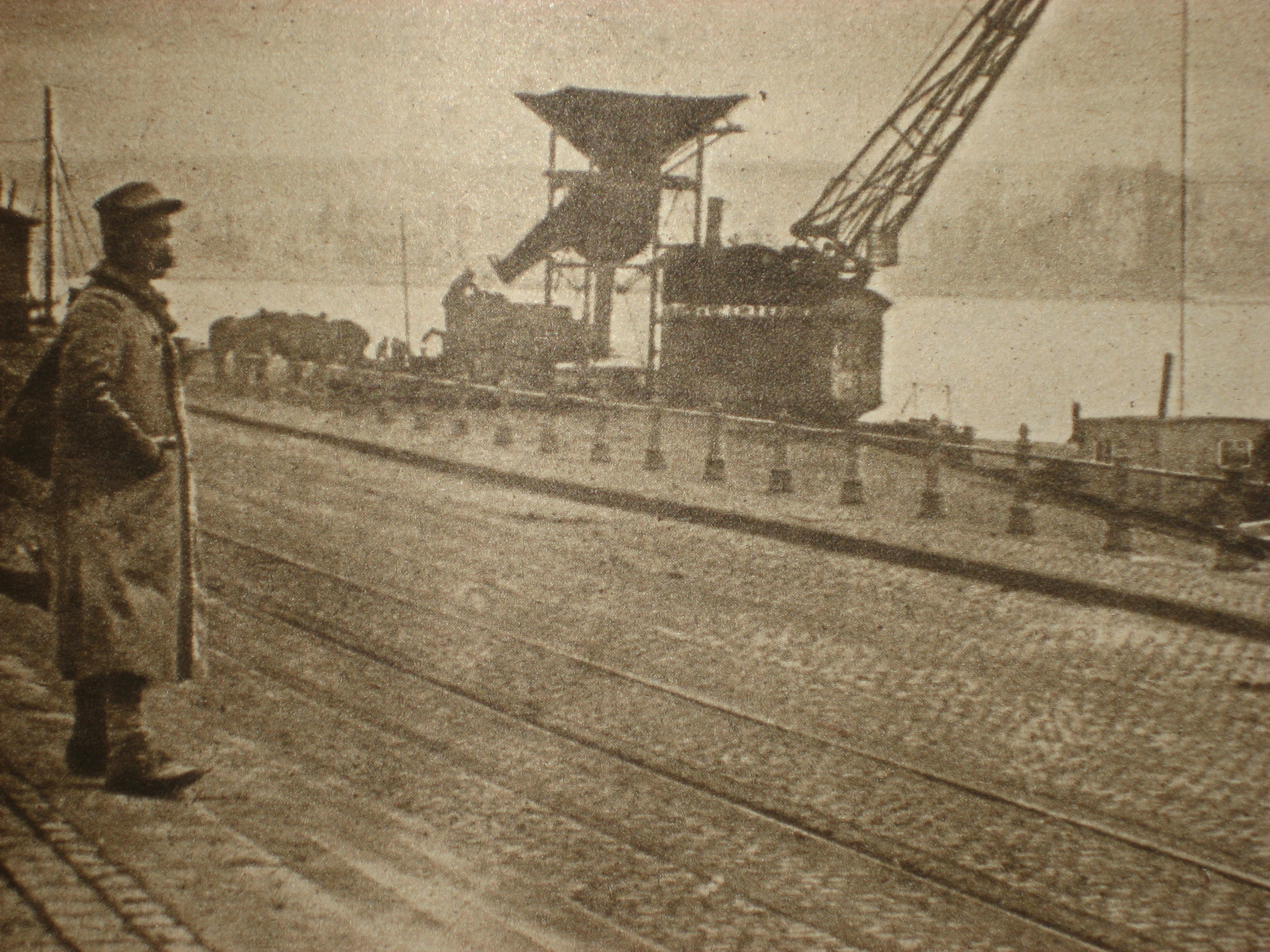
1918 in Mainz

- 23. September 1912 – ?: Colonel Paul Maistre
- 2. bis 29. August 1914: Colonel Proye
- 31. August bis 6. September 1914: Lieutenant-colonel Baston
- 14. September bis 6. Dezember 1914: Lieutenant-colonel Lapointe
- 6. Dezember 1914 bis 8. Januar 1915: Colonel Proye
- 8. Januar 1915 bis 24. April 1917: Lieutenant-colonel Lapointe
- 25. April bis 4. Mai 1917: Chef d’escadron Marthe
- 4. Mai bis 12. Juni 1917: Lieutenant-colonel Nenig
- 24. Juni 1917: Lieutenant-colonel Carrot

### Zwischenkriegszeit
- 24. Mai 1921: Colonel Rat
- 14. April 1923: Colonel Merx
- 16. März 1925: Colonel Leroy
- 15. Dezember 1925: Colonel Stirn
- 25. März 1927: Colonel Dewattre
- 1. September 1928: Colonel Fournier
- 25. April 1930: Colonel Cousse
- 25. April 1932: Colonel Aymes
- 25. April 1934: Colonel Jules René Troublé
- 25. April 1936: Colonel Bornecque
- 10. Juli 1938: Colonel Meyer

### Zweiter Weltkrieg
- 13. Januar 1940 bis 29. Juni 1940: Colonel Pierre Veyrier Du Muraud
- 7. September 1940: Colonel Schneider
- 1. März 1942 bis 30. November 1942: Colonel Dumas
- 30. September 1944: Colonel Marcel Lajouanie

### Nach 1945
| I. | II. |
| --- | --- |
| - 7. Januar 1946: Colonel Paquette - 16. Januar 1947 bis 31. März 1947: Colonel Letang - 1. bis 31. Januar 1949: Colonel Masson - 43e demi-brigade - 1. August 1950: Colonel de Toustain du Manoir - 21. April 1952: Colonel Katz - 7. März 1954: 43e régiment d’infanterie - September 1954: Colonel Noël - 10. September 1956: Colonel Pénichon - 1. November 1958 bis 31. Oktober 1959: Colonel Andres - 18. September 1962: Der Bataillonschef gab die Fahne dem Fort de Vincennes zurück. - 1. März 1964: Colonel Loyer - 1966: Colonel Ducret Roger - 1. Juli 1967: Colonel Delerm - 1. Juli 1969: Colonel Hautecœur - 31. Juli 1971: Colonel Rouquette - 31. Juli 1973: Colonel Philippe | - 31. Juli 1975: Colonel Moussu - 1. August 1977: O’Callaghan - 1. August 1979: Colonel Poudevigne - 1. August 1981: Colonel Simonet - 1. August 1983: Colonel Bracoud - 1. August 1985: Colonel Vautrin - 1. August 1987: Colonel Gouffault - 1. August 1989: Colonel Barth - 2. August: Colonel Lavigne - 1. September 1993: Colonel Dequen - 1. September 1995: Colonel Gabet - 29. August: Colonel Hubault - 31. August 1999: Colonel Amelineau - 31. August 2001: Colonel Paitier - 27. Juni 2003: Colonel Baulain - 4. Juli 2005: Colonel Louze - 4. Juli 2007: Colonel Hameury - 6. Juli 2009: Colonel Philippe Bialais |

## Ausstattung in der königlichen Armee

### Fahnen

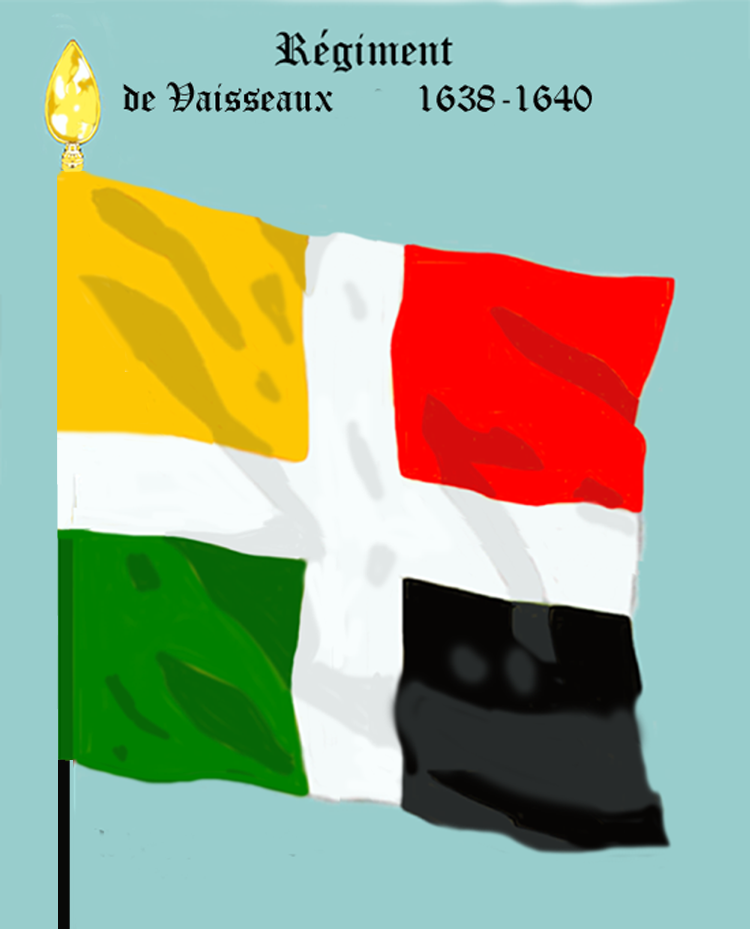
Régiment des Vaisseaux bis Régiment des Vaisseaux-Provence
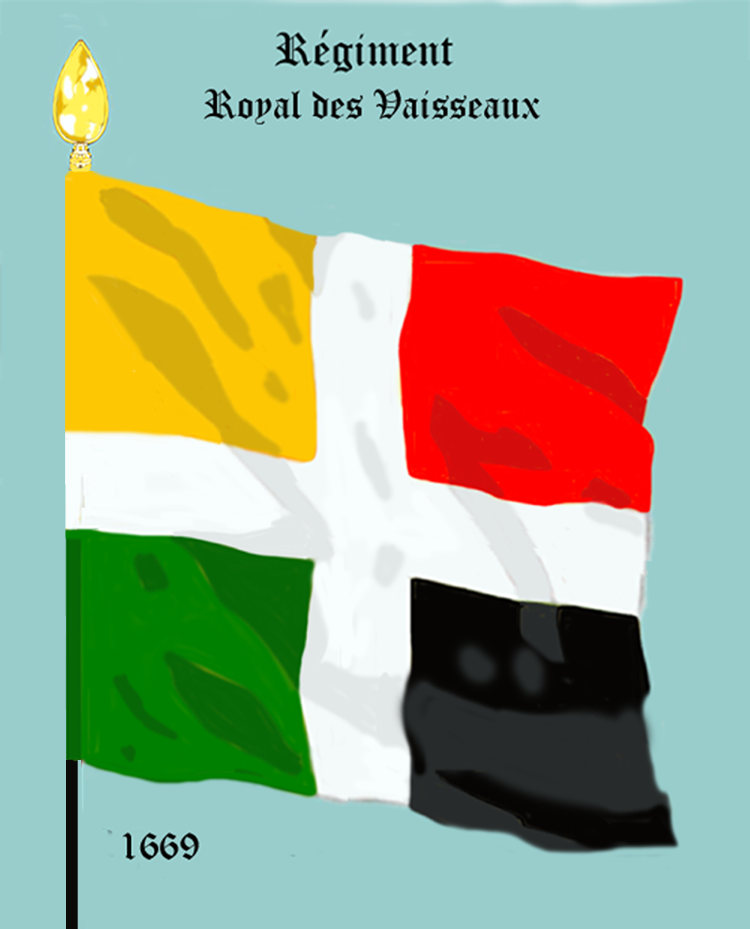
Régiment Royal des Vaisseaux 1669
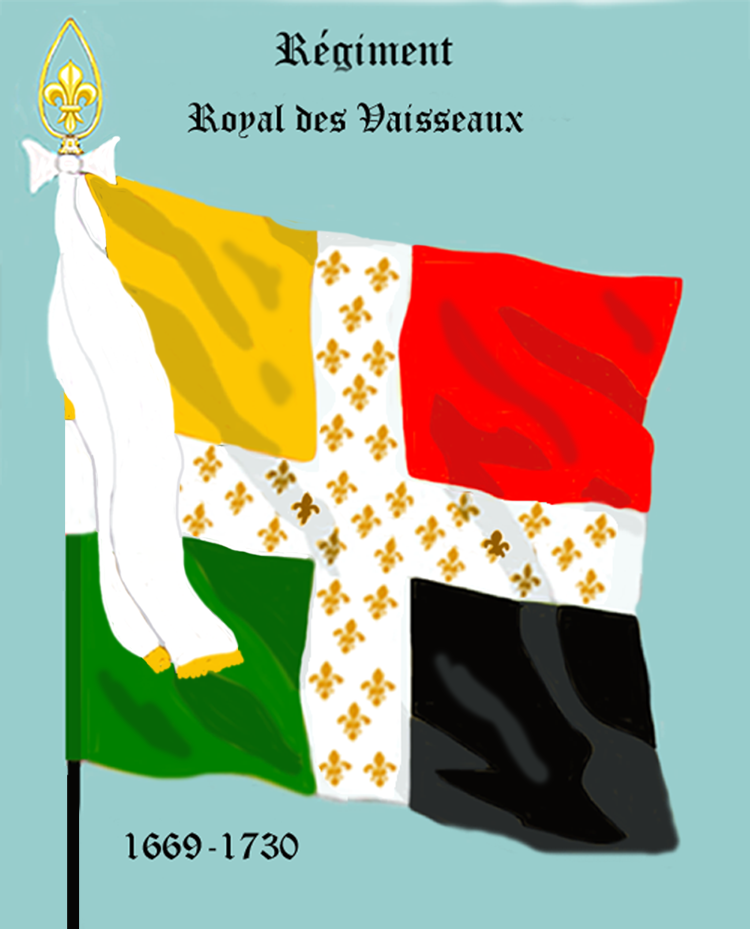
Régiment Royal des Vaisseaux 1669–1730
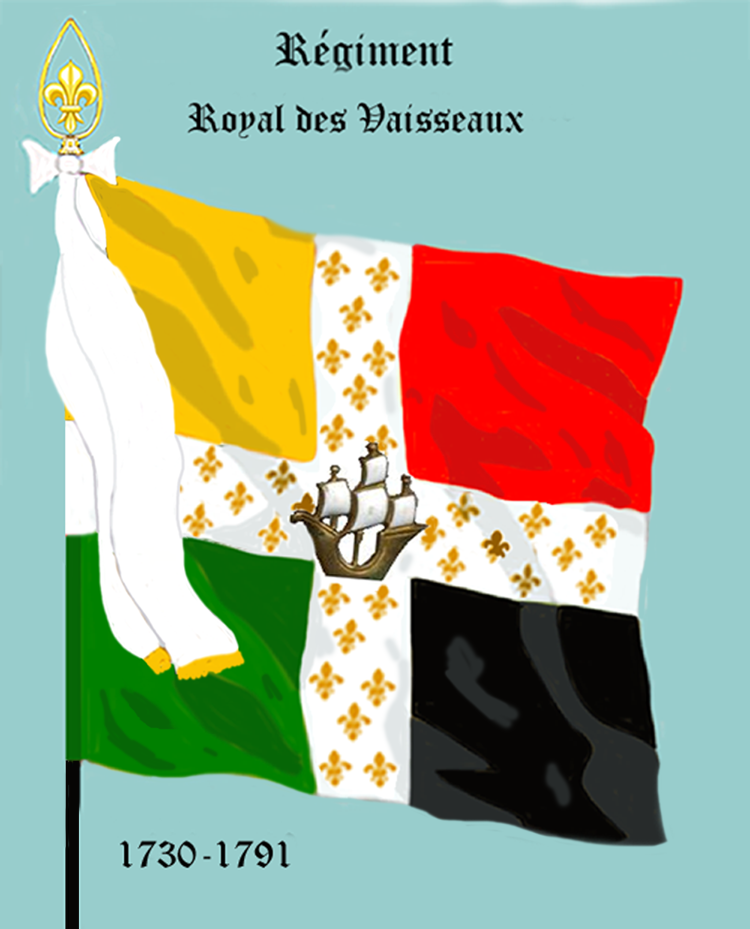
Régiment Royal des Vaisseaux 1730–1791
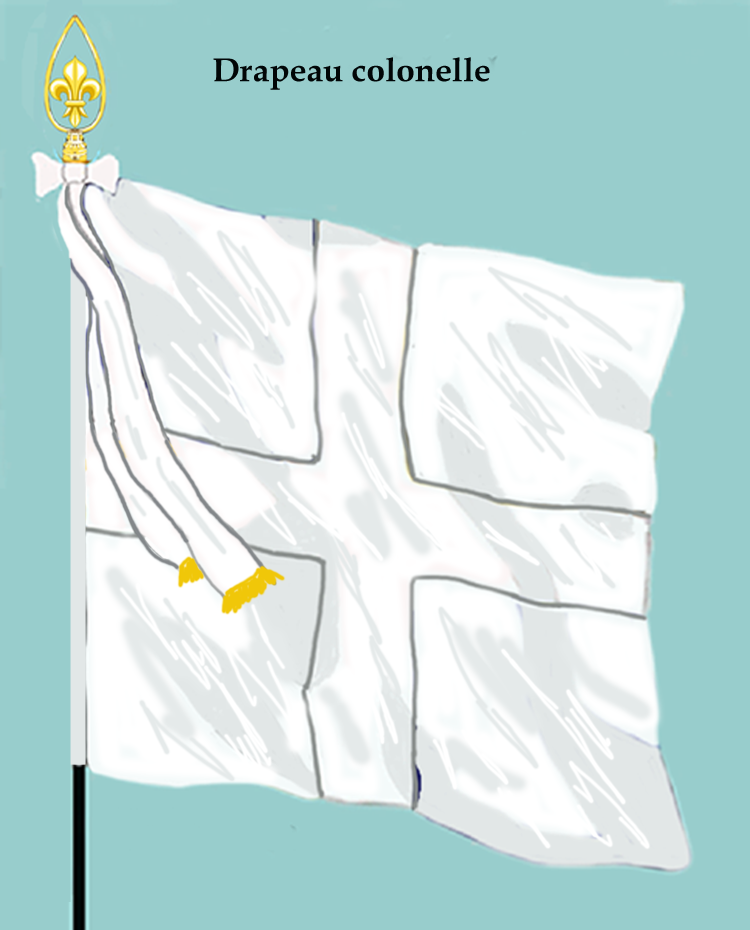
Leibfahne
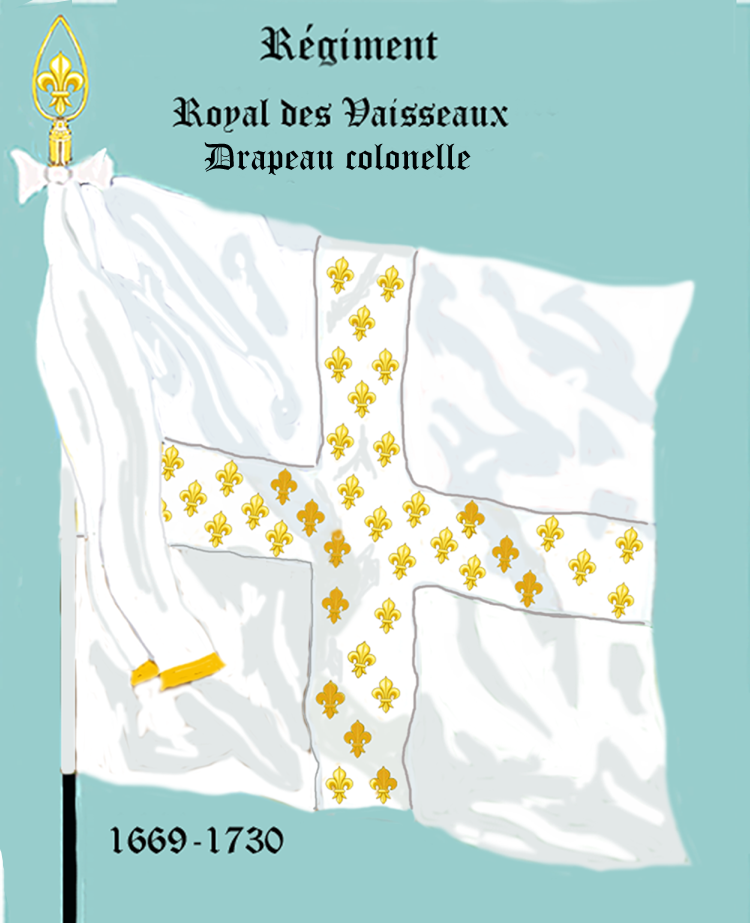
Leibfahne
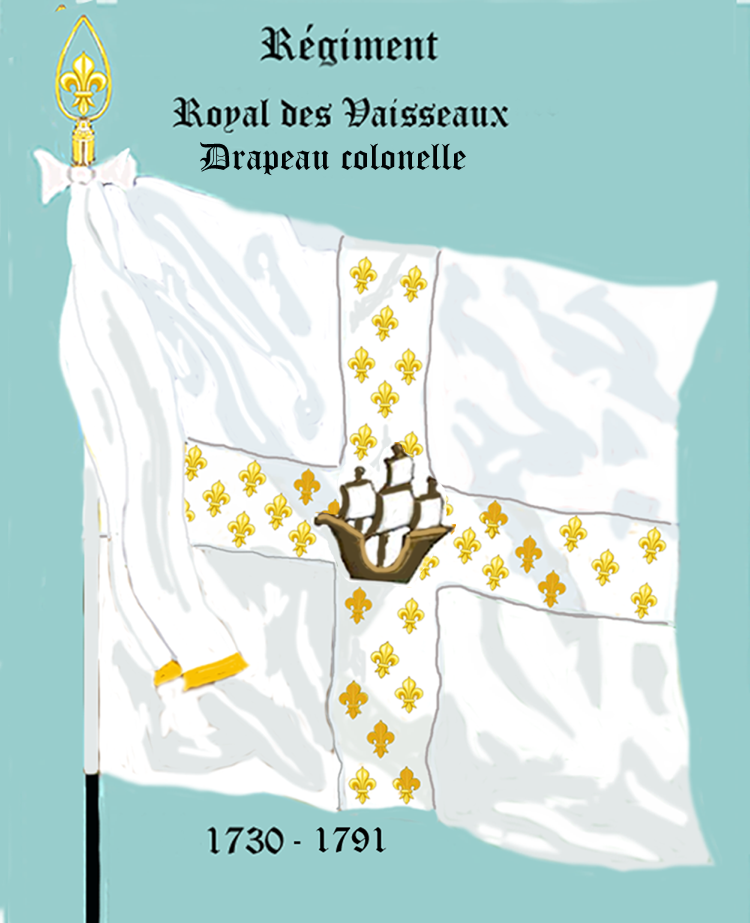
Leibfahne

### Uniformierung

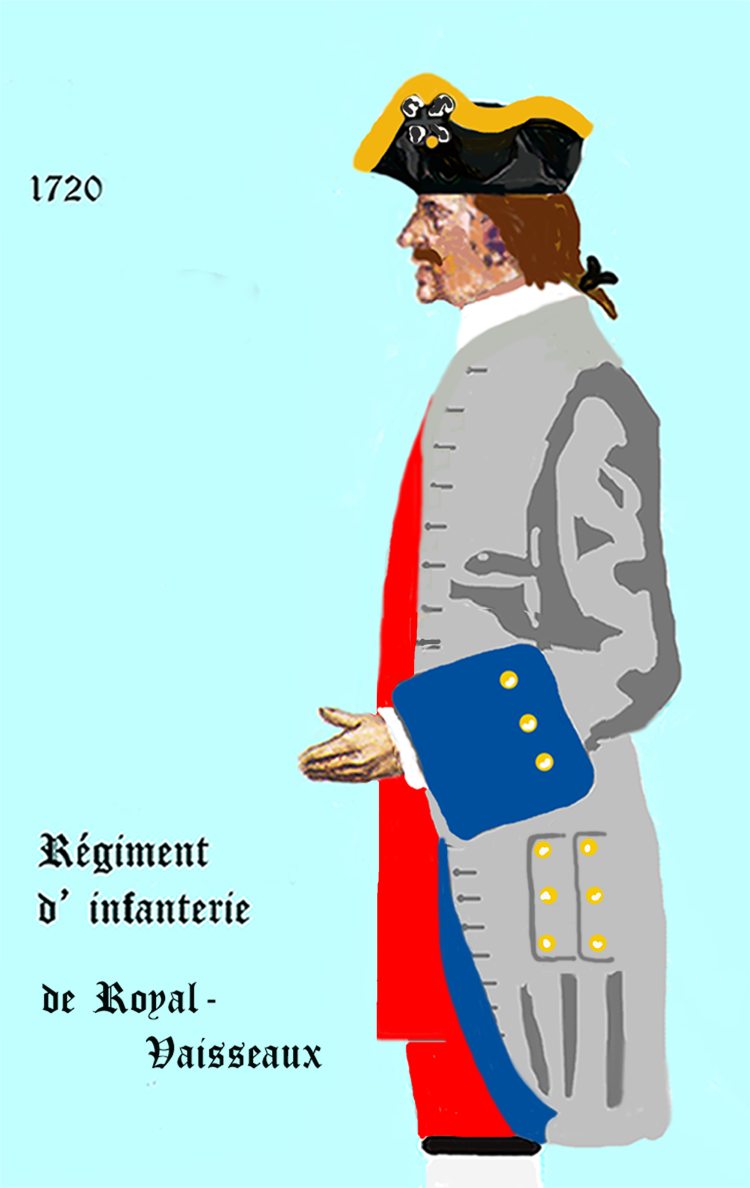
Régiment Royal des Vaisseaux 1720 bis 1734
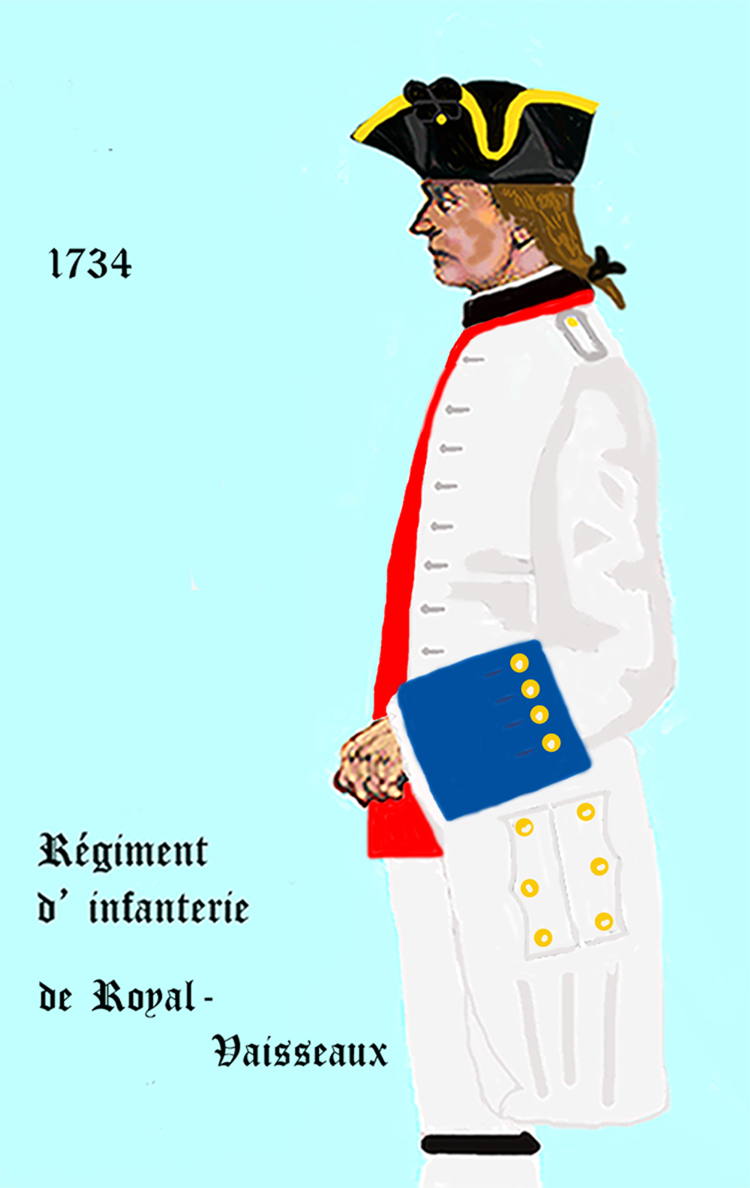
Régiment Royal des Vaisseaux 1734 bis 1757
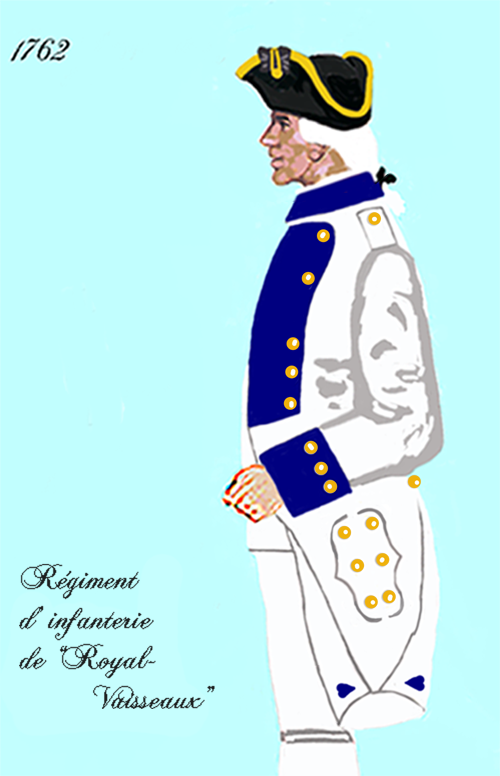
Régiment Royal des Vaisseaux 1762 bis 1776
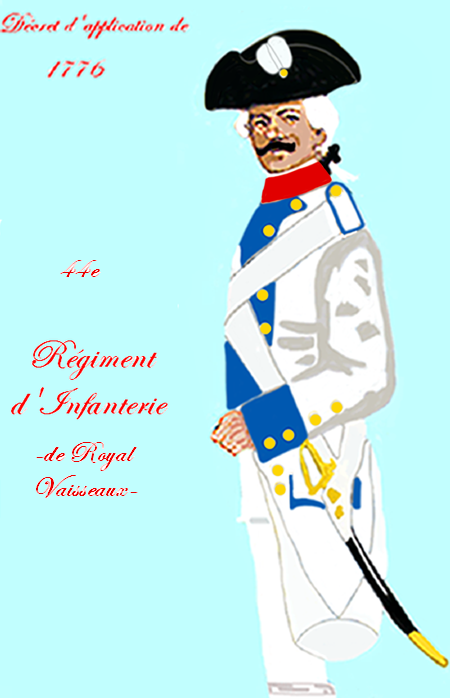
Régiment Royal des Vaisseaux 1776 bis 1779
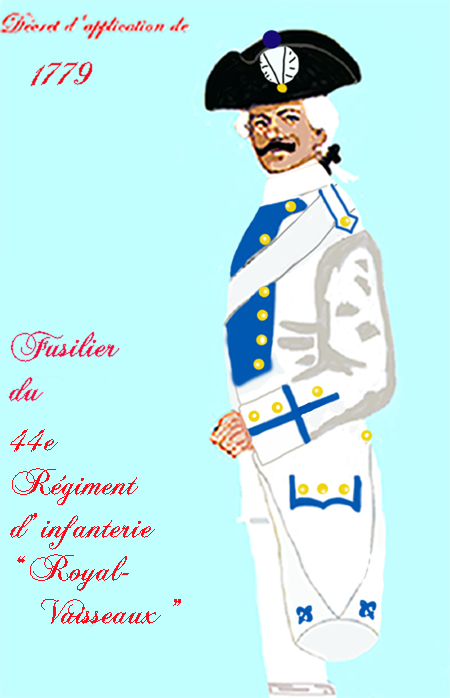
Régiment Royal des Vaisseaux 1779 bis 1791
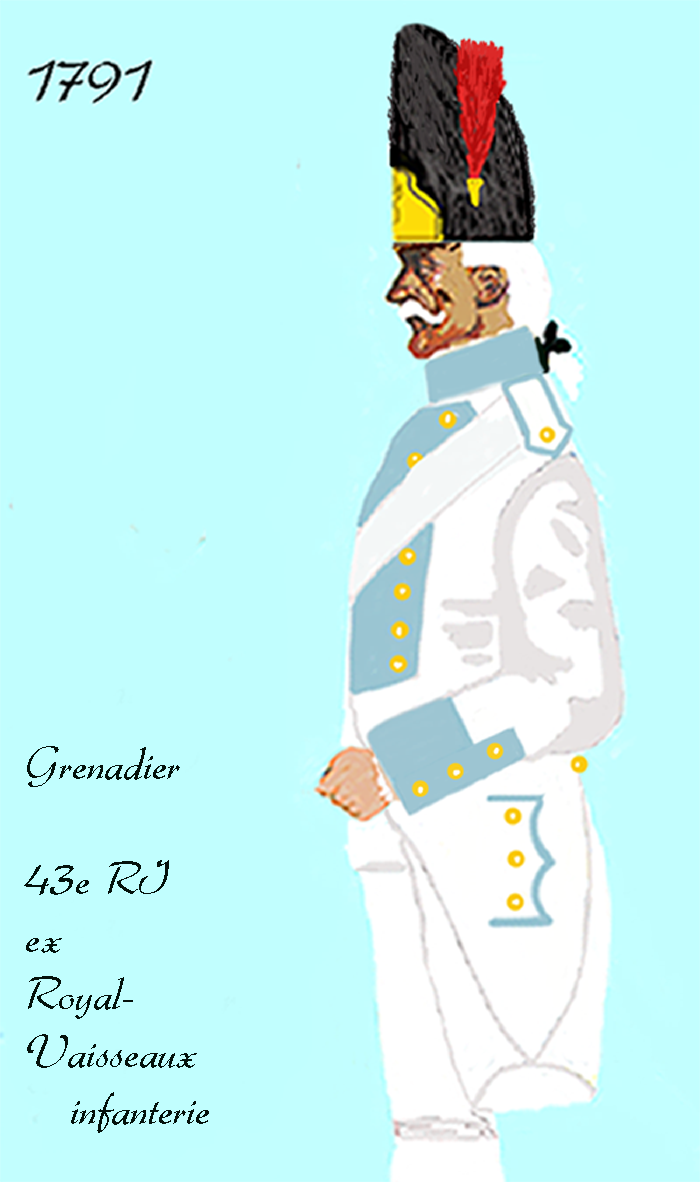
Grenadier des 43e régiment d’infanterie de ligne 1791 bis 1794

## Gefechtskalender

### Französisch-Spanischer Krieg (1635 bis 1659)
- 1638: Sofort nach der Aufstellung wurde das Regiment mit der Flotte des Erzbischofs unter dem Prince de Condé zum Angriff gegen die spanische Küste in der Biskaya geschickt. Am 22. August war die Einheit in die Seeschlacht von Gattari verwickelt. Danach an Land gesetzt, erfolgte die Teilnahme an der Schlacht bei Fontarrabie. Die Winterquartiere wurden in La Rochelle bezogen.
- 1639: Am 8. Juni befand es sich auf Schiffen, die sich vor Saint-Martin-de-Ré ein Seegefecht mit einer aus 45 Schiffen bestehenden spanischen Flotte lieferten.
- 1640 bis 1644: Im Juli 1640 in Toulon angekommen, verblieb das Regiment den Rest des Jahres in der Stadt. 1641 wurde es nach Tarragona eingeschifft und nahm an der Expedition entlang der katalanischen Küste teil. Im Juni stand es im Roussillon bei der Einnahme von Elne. Nach dem Tod von Richelieu wurde die Einheit mit Anordnung vom 30. August 1643 auf eine Freikompanie reduziert. Am 10. März 1644 wurde es in Perpignan wieder aufgefüllt, wozu die fehlenden Kompanien aus den „Alten Regimentern“ (Vieux régiments)[4] herausgelöst wurden. In Perpignan blieb die Einheit bis 1654 stationiert.
- 1654: Das Regiment verließ Perpignan und nahm unter dem Prince de Conti aktiv an den Kämpfen im Roussillon und in Katalonien teil. In diesem Feldzug war es an der Einnahme von Villefranche-de-Conflent, an der Versorgung mit Lebensmitteln von Roses und der Einnahme von Puigcerdà beteiligt. Der Regimentskommandant, Lieutenant-colonel Le Bret, wurde hierbei verwundet, als ihm die Hand durchschossen wurde.
- 1655: Die Einheit war Teil der Truppen, die Cap de Creus besetzten. Es folgte ein Abstecher nach Castillon und nach Cadagne sowie ein Gefecht bei Solsonès.
- 1659: Nach dem Abschluss des Pyrenäenfriedens kehrte es nach Perpignan zurück.

#### Expedition nach Nordafrika
Am 2. Juli 1664 wurde das nur noch aus vier Kompanien bestehende Regiment (nach dem Ende des Krieges gegen Spanien war massiv abgerüstet und Personal reduziert worden) in Toulon eingeschifft. Der Verband stand unter dem Kommando von François de Bourbon-Vendôme, duc de Beaufort, und bestand noch aus dem Régiment de Normandie, Régiment de Picardie, Régiment de Navarre und „Régiment Royal des Vaisseaux“. Am 22. Juni erschien die kleine Flotte an der algerischen Küste und besetzte die Stadt Jijel. Diese Expedition wurde allerdings zu einem totalen Misserfolg. Krankheiten dezimierten die Truppe dermaßen, dass der Duc de Beaufort schließlich den Rückzug befehlen musste. Jijel wurde am 5. Oktober verlassen und die Rückfahrt nach Toulon angetreten.

### Devolutionskrieg (1667 bis 1668)
Das Regiment „Vaisseaux-Provence“ verließ 1667 seine Garnison, um sich zur „Armée de Flandre“ (Flandernarmee) zu begeben. Es war an den Belagerungen von Tournai, Douai und Lille beteiligt und verblieb dann als Besatzung in Douai. Ein Détachement von 250 Mann war zum Schutz einer Kolonne von Flusskähnen abgestellt, die Munition über die Scarpe und die Schelde nach Tournai bringen sollten. Von einer Übermacht angegriffen, gelang es, diesen Angriff nach heftigem Kampf zurückzuschlagen, ohne einen einzigen Kahn zu verlieren. Als Ludwig XIV. davon erfuhr, zeigte er sich sehr zufrieden und wies an, jedem Capitaine 100 Louis d’or, jedem Lieutenant 50 Louis d’or, jedem Sergent 30 Louis d’or und jedem einfachen Soldaten einen Louis d’or auszuzahlen. Weiterhin wurde dem Regiment das Privileg gewährt, zukünftig das Prädikat „Royal“ im Namen zu führen; es sollte daher von da an „Régiment Royal des Vaisseaux“ führen. Umgesetzt wurde diese Anordnung jedoch erst mit dem 20. September 1669 nach dem Tod des Duc de Mercœur. Zu diesem Zeitpunkt wurden die Kreuzarme der Regimentsfahne mit den königlichen Lilien geschmückt. Ob das Schiffssymbol im Zentrum des Kreuzes da schon angebracht war, ist ungewiss und erst ab 1730 verbürgt. Das Regiment verblieb in Douai und hatte am 14. Mai 1670 die Ehre, vor dem König defilieren zu dürfen. Im Jahre 1671 bestand es, analog zu den „Alten Regimentern“, aus 70 Kompanien.

### Holländischer Krieg
- 1672: Das Regiment nahm am Feldzug des Jahres und an allen Belagerungen in Holland, die der König persönlich leitete, teil. Weiterhin stand es unter dem Kommando von Philippe I. de Bourbon, duc d’Orléans, bei der Belagerung von Zutphen und zog im Winter unter dem Maréchal Turenne nach Westfalen.

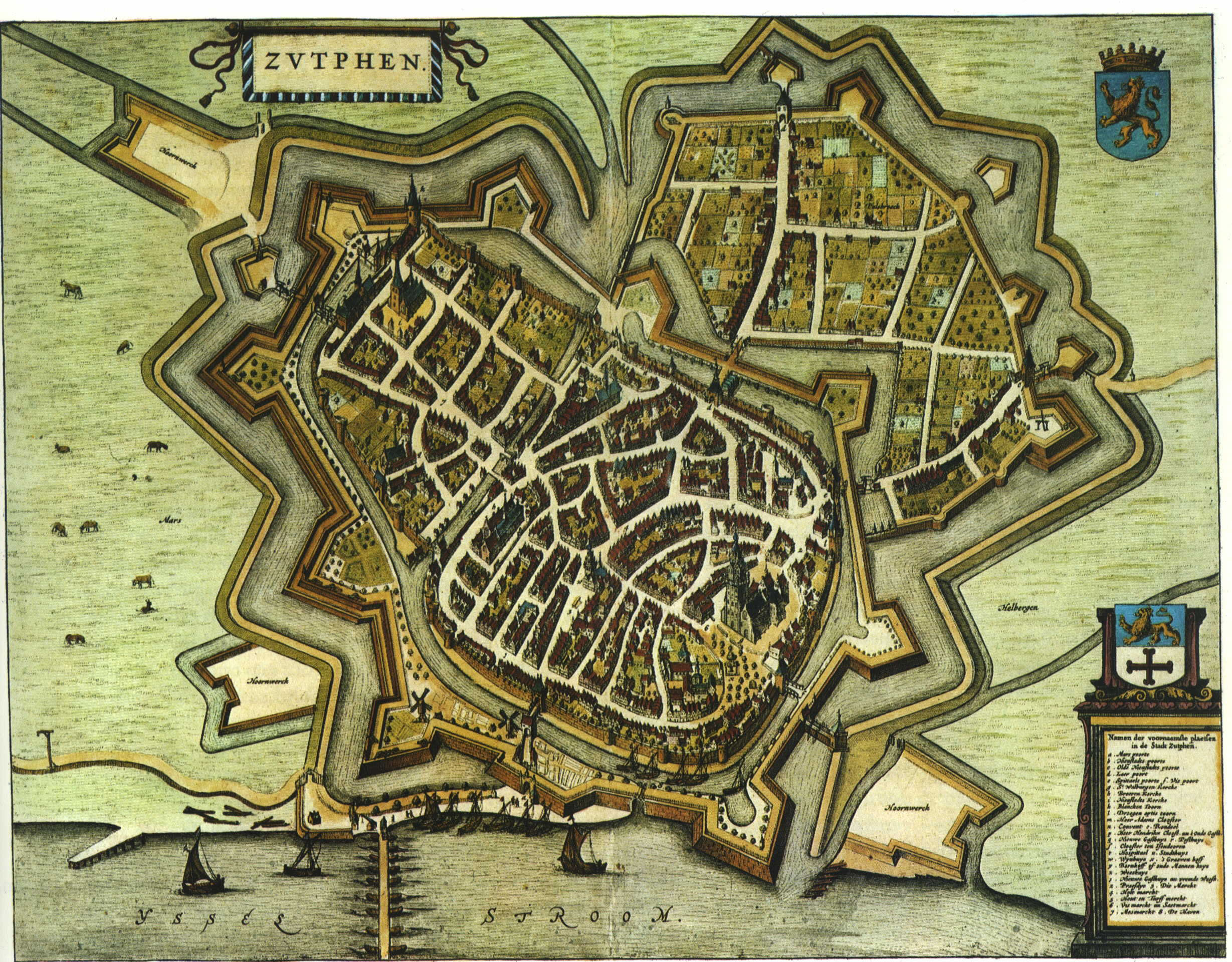
Befestigungen von Zutphen

- 1673: Belagerung von Maastricht. Es besetzte Stellungen an der Maas und hatte nach dem Ende der Kämpfe 50 gefallene oder verwundete Offiziere und mehr als 200 verwundete oder gefallene Soldaten zu beklagen.
- 1674: Es folgte die Verlegung in die Franche-Comté zur Armee des Prince de Condé. Hier bildete es zusammen mit dem Régiment du Roi eine Brigade in der Schlacht bei Seneffe. Hier verlor es die Capitaines de Billy und Villiers sowie drei Lieutenants, 45 Offiziere wurden verwundet.

Das Regiment wurde zur Auffrischung nach Lothringen verlegt, kehrte jedoch bald wieder zur Armee zurück, mit der es an der Einnahme von Remiremont und an der Schlacht bei Enzheim teilnahm.
- 1675: Im Januar kämpfte es zusammen mit dem Régiment de La Marine und dem Régiment d’Orléans in der Schlacht bei Türkheim. Es beendete den Feldzug an der Maas mit der Einnahme von Dinant, Huy und Limbourg.
- 1676: Mit der Flandernarmee bei der Belagerung von Condé und von Bouchain, bei der es sich durch einen Angriff auf die Contrescarpe auszeichnen konnte. Im Juli stand es bei der Belagerung von Aire unter dem Kommando von François de Créquy. Im gleichen Jahr waren drei Kompanien bei der Verteidigung von Philippsburg eingesetzt.
- 1677: Belagerung von Valenciennes, dann von Saint-Omer. In der Schlacht bei Cassel konnte sich das Regiment auszeichnen, hier kämpfte es in der ersten Linie.
- 1678: Es folgte die Einnahme von Gent und Ypern und die Schlacht bei Saint-Denis. Danach wieder bei der Armee in Deutschland, war es bei der Einnahme von Kehl eingesetzt. Damit war der Krieg für das Regiment beendet, es wurde ab dem 9. August zunächst in Robertsau garnisoniert. Es besetzte dann die Forts der Festung Straßburg und verlegte nach dem Friedensschluss nach Besançon.

### Reunionskrieg
Aus seiner Garnison in Aire wurde das 1. Bataillon zur Belagerung von Courtrai und das 2. Bataillon zur Belagerung von Luxemburg abgestellt. Das Bataillon stand dabei im Sicherungskordon um die Belagerungstruppen. Nach dem Ende des Krieges wurde das Regiment nach Verdun verlegt.

### Pfälzischer Erbfolgekrieg
- 1688: Das Regiment zeichnete sich bei der Belagerung von Philippsburg, von Mannheim und von Frankenthal aus. Den Winter verbrachte es in Straßburg.
- 1689: 29. März: Zusammen mit dem Régiment de Navarre führte es einen verlustreichen Angriff auf Oberkirch aus. Hierbei wurde der Colonel-lieutenant Gandelus getötet. Danach wurde es in die Festung Landau verlegt und bei Schanzarbeiten an den Befestigungsanlagen eingesetzt.
- 1691: Abkommandierung zur Armee nach Flandern. Der Einsatz bei der Belagerung von Mons war mit großen Verlusten verbunden. Alle Offiziere der Grenadiere wurden verwundet, der Capitaine Constant und der Lieutenant Villedière getötet.
- 1692: Es erfolgte die Aufstockung auf drei Bataillone; Belagerung von Namur. Beim Sturm auf die Zitadelle wurden am 7. Juni der Capitaine Pomarel, zwei Sergents und 22 Soldaten getötet, 15 Offiziere wurden verwundet. In der Schlacht bei Steenkerke verlor das Regiment acht Offiziere und 1.345 Soldaten an Gefallenen, 52 Offiziere und 406 Soldaten wurden verwundet. Es wurde danach zur Auffrischung nach Ath verlegt.
- 1693: Belagerung von Charleroi. Danach erfolgte die Kommandierung zur Armee nach Deutschland, wo es bis zum Frieden von Ryswick 1697 ohne Gefechtstätigkeit verblieb.

### Spanischer Erbfolgekrieg
- 1701: „Royal-Vaisseaux“ wurde vom Rhein abgezogen und nach Italien verlegt, wo es sogleich in der Schlacht bei Chiari eingesetzt wurde.
- 1702: Verlegung nach Cremona, wo es in der Schlacht bei Cremona eingesetzt war, die zur Gefangennahme des Maréchal de Villeroy durch die Truppen des Prinzen Eugen führte. Einige Zeit später kämpfte es in der Schlacht bei Luzzara.
- 1703: „Royal-Vaisseaux“ trug zur Niederlage der Nachhut von Guido von Starhemberg bei Stradella bei. Außerdem war es an den siegreichen Kämpfen bei Castelnuovo und Bornia beteiligt. Es zog dann mit dem Duc de Vendôme in das Trentino, mit der Einnahme von Bersello, de Nago und Arco und dem Gefecht bei San Sebastiano. Den Winter über lag es in Montserrat.
- 1704 bis 1706: Belagerung von Asti, Ivrea, Verceil und Verrue. Teilnahme an der Belagerung von Chivasso, dem Gefecht bei Cassano und der Einnahme von Soncino. Schlacht bei Calcinato und Belagerung von Turin.
- 1707: Verlegung zur Armee nach Spanien, mit Teilnahme an der Schlacht bei Almansa und an der Belagerung von Lleida. Am 20. September eröffnete es die Gräben vor dem befestigten Ciudad Rodrigo.

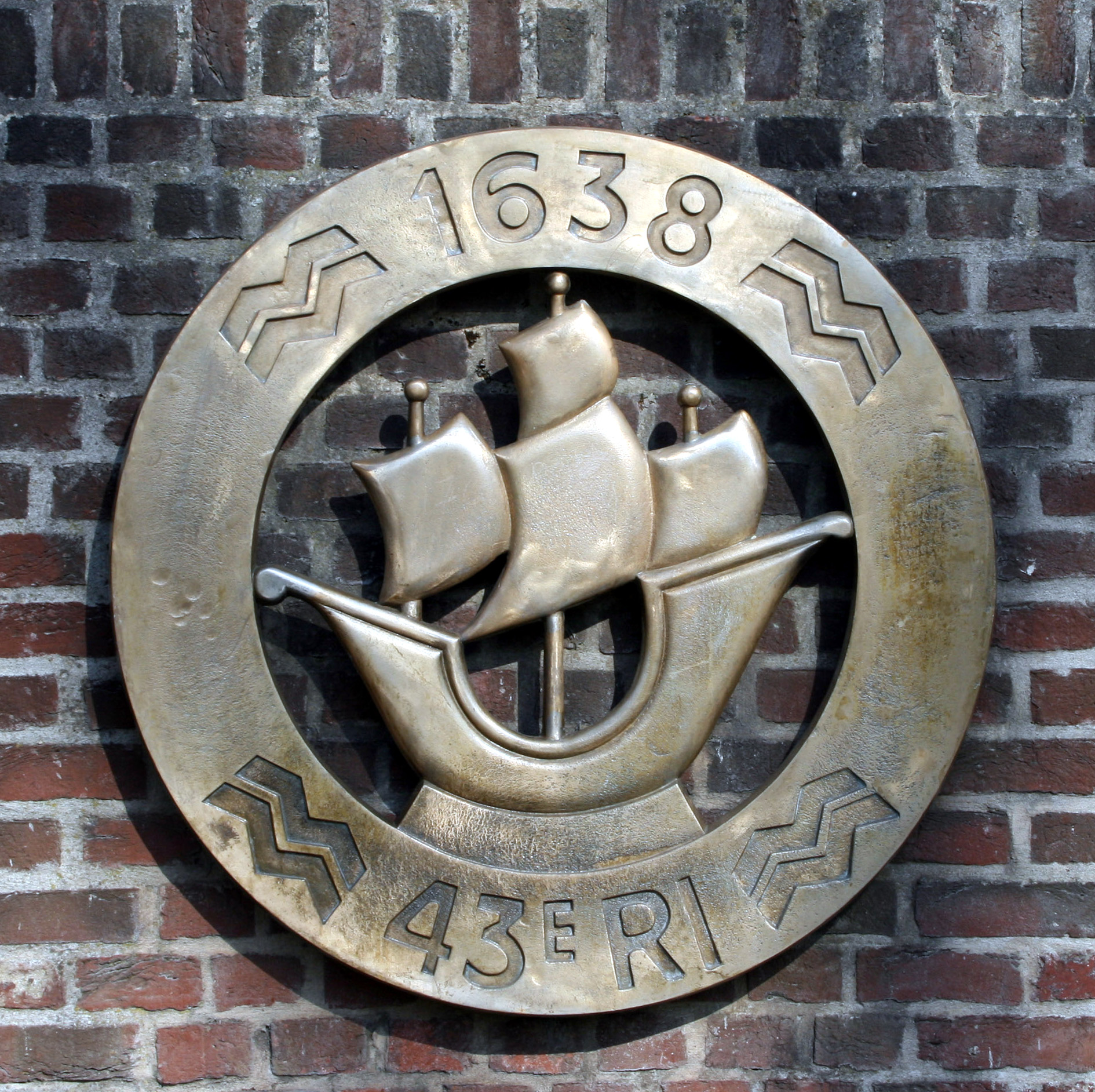
Plakette des Regiments an einer Mauer der Zitadelle von Lille

- 1708: Ein Bataillon kehrte nach Frankreich zurück und wurde in Lille unter dem Maréchal Boufflers bei der fünfzehnmonatigen Verteidigung der Zitadelle eingesetzt. Die beiden anderen Bataillone blieben in Spanien bei der Belagerung von Tortosa.
- 1709 bis 1715: Im Winter 1709 erfolgte die Verlegung nach Flandern. 1711 war das Regiment im Gefecht bei Arleux und 1712 bei Denain eingesetzt. 1712 kämpfte es bei der Belagerung von Douai. 1712 zur Armee am Rhein kommandiert, wurde es 1713 bei der Belagerung von Landau und zum Schutz von Freiburg im Breisgau verwendet.

Im Jahre 1714 wurde das dritte Bataillon aufgelöst und auf die beiden anderen Bataillone verteilt. Weiterhin wurden am 30. Juli 1715 Teile des aufgelösten „Régiment de Vallouze“ eingegliedert.

### Krieg der Quadrupelallianz
„Royal-Vaisseaux“ nahm unter der Führung von James Fitzjames, 1. Duke of Berwick, am Feldzug nach Spanien teil. Es war an den Belagerungen von Fuenterrabia, La Seu d’Urgell, San Sebastián, Castellone und Roses beteiligt.

### Polnischer Thronfolgekrieg
- 1734: Wieder auf drei Bataillone verstärkt, wurde das Regiment zur Armee am Rhein kommandiert. Hier war es bei dem Angriff auf die Ettlinger Linie und bei der Belagerung von Philippsburg beteiligt.
- 1735: Es kämpfte im Gefecht bei Klausen und beendete den Feldzug im Feldlager an der Ruwer. Danach kehrte es nach Frankreich zurück und bezog Garnison in Saint-Omer.

### Österreichischer Erbfolgekrieg
- 1741: „Royal-Vaisseaux“ erhielt in Metz den Befehl, an den Rhein abzumarschieren. Am 21. August überquerte es bei Fort-Louis den Fluss und marschierte weiter nach Bayern. Die Armee sammelte sich dann bei Donauwörth und bewegte sich auf Wien zu. Das Regiment erhielt die Aufgabe, bei Enns gegen mögliche Angriffe leichter Truppen zu sichern. Es verließ dann Enns und verlegte nach Linz.
- 1742: Es zeichnete sich im belagerten Linz beim Ausfall am 16. und bei der Abwehr des Angriffs am 23. Januar aus, bei dem es seinen Lieutenant-colonel de Perillé und den Capitaine d’Apchier verlor. Noch im Januar musste es mit der Garnison unter dem Maréchal de camp Henri François de Ségur kapitulieren. Nach dem Abzug aus Linz mit der Bedingung, im gleichen Jahr nicht mehr zu kämpfen, verlegte es nach Saarlouis und Straßburg, wo es bis zum nächsten Jahr verblieb.
- 1743: Abmarsch nach Donauwörth zur Armee in Bayern, anschließend wurden Feldlager in Kelheim und bei Regensburg bezogen. Nachdem der Maréchal de Broglie den Rückzug zum Rhein befohlen hatte, marschierte die Einheit in der Vorhut der Armee und verblieb bis zum Ende des Feldzuges in Speyer. Mehrfach war es hier bei Schanzarbeiten an den Verteidigungsstellungen entlang der Lauter eingesetzt und zog dann nach Metz in das Winterquartier.
- 1744 und 1745: Abkommandierung zur Armee nach Flandern, zunächst in das Feldlager von Courtrai und dann in das Winterquartier nach Ypern. 1745 bei der Belagerung von Tournai und in der Schlacht bei Fontenoy eingesetzt. In dieser Schlacht verlor das Regiment die Capitaines Lévis, Danton, Pérille, Dezières, d’Antremont, du Rozel und d’Alègre, dazu 10 Lieutenants. Der Lieutenant-colonel du Breuil wurde schwer verwundet, 33 Offiziere erlitten Schussverletzungen, ein Drittel der Mannschaften wurde auf dem Schlachtfeld vermisst. Anschließend kehrte das Regiment nach Tournai zurück, wo es sich bei der Belagerung der Zitadelle auszeichnen konnte. Es folgte im gleichen Jahr noch die Teilnahme an der Belagerung von Oudenaarde und Dendermonde.
- 1746: Teilnahme an den Operationen zur Belagerung von Brüssel, bei der der neue Colonel-lieutenant d’Aubeterre verwundet wurde. „Royal-Vaisseaux“ verlegte dann nach Löwen und wurde anschließend beim Gefecht bei Quircon und bei den Belagerungen von Antwerpen, Mons und Namur eingesetzt. In der Schlacht bei Roucourt konnte es keine Verdienste erringen.

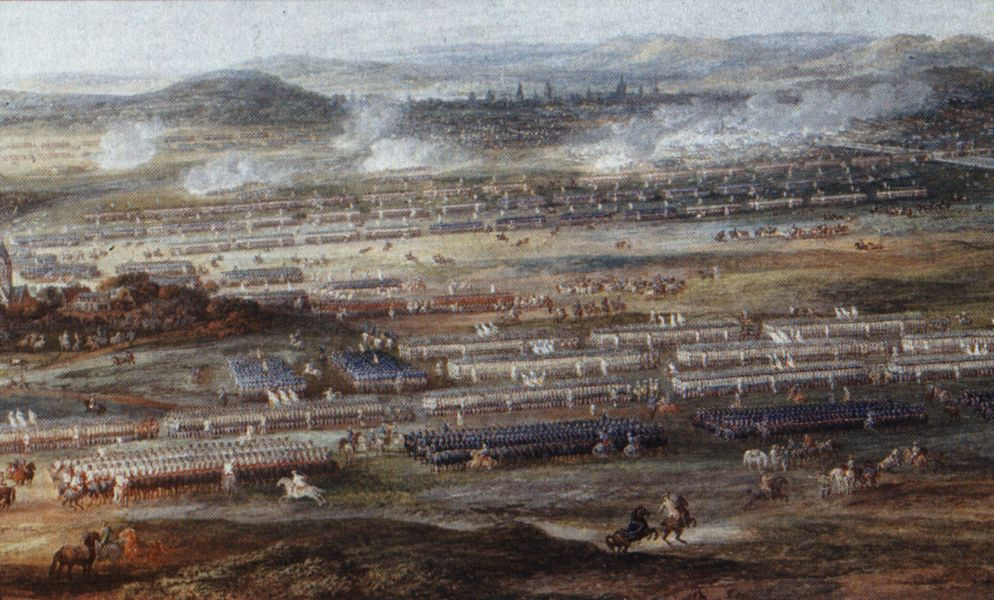
Schlacht bei Roucourt

- 1747: Den Winter verbrachte das Regiment in Falaise, wohin es geschickt worden war, um diesen Teil der Küste zu schützen. In der Schlacht bei Lauffeldt konnte es zusammen mit der irischen Brigade das Dorf zurückerobern. Dieser blutige Angriff brachte dem Regiment große Verluste. Der Colonel-lieutenant d’Aubeterre-La Serre, der Major de Boissonade, die Capitaines Saint Dizier, Villargèle, Montgelfont, Battine, Forbin-Gardanne, de Marle, la Tuilerie, Saint Aignan, Geoffroy, Latter, Dezières, Bonneval und 12 Lieutenants fielen. Trotz dieser enormen Verluste wurde es anschließend bei der Belagerung von Bergen op Zoom eingesetzt.

Am 8. Juli verließ es das Heer des Königs und vereinigte sich mit den Belagerungstruppen des Ulrich von Löwendal vor Mechelen. Zusammen mit dem Régiment de Beauvoisis stand es am Tag des entscheidenden Sturms an der Spitze der Angreifer. Den Krieg beendete es nach der Belagerung von Maastricht, bei der es vier Offiziere verlor.
- 1748 und 1749: Von dem inzwischen auf vier Bataillone angewachsenen Regiment wurde das 4. Bataillon am 1. September 1748 und das 3. Bataillon am 15. Januar 1749 aufgelöst.

### Siebenjähriger Krieg
- 1757 bis 1761: Das Regiment lag im Feldlager von Grainville. Ein Détachement von 50 Mann wurde am 19. Juli zu den Îles Chausey geschickt, da diese von den Engländern angegriffen wurden. Im folgenden Jahr Verlegung an die Küste der Saintonge und dann in die Bretagne. Einige Kompanien waren am 11. September an der Schlacht bei Saint-Cast beteiligt.
- 1762: Abstellung zum Hilfskorps, das den König von Spanien bei der Eroberung von Portugal unterstützen sollte.

### Friedenszeit
1763 zurück in Frankreich, wurde es zunächst nach Mont-Louis und Villefranche in Garnison gelegt, wechselte im Mai des Jahres nach Toulouse, im April 1764 nach Douai, im September des gleichen Jahres nach Maubeuge und im August 1766 nach Lille. Im Juni 1767 wurde es nach dem Camp de Compiègne und dann nach Mézières verlegt. Aus Furcht vor neuen Feindseligkeiten durch die Engländer wurde das Regiment im Mai 1770 nach Valognes verlegt.
Das 2. Bataillon wurde am 6. Januar 1771 in Le Havre nach den Antillen eingeschifft. Das 1. Bataillon verlegte per Schiff von Saint-Servais (Finistère) nach Brest. Am 11. Dezember war das 2. Bataillon zurück in Le Havre und bezog im Januar 1772 Quartier in Alençon. Am 12. Mai 1772 wurde das Regiment in Maubeuge wieder zusammengeführt. Es folgte der Wechsel der Garnison nach La Rochelle im Oktober 1773, nach Banzas im Juni 1775, nach Dax und Saint-Servais im Januar 1776 und nach Bayonne im September des gleichen Jahres. Im Juni 1777 wechselte das 1. Bataillon nach Château-Trompette und das 2. Bataillon nach Blaye. Im November 1780 lag das 1. Bataillon in Maubeuge und das 2. Bataillon in Le Quesnoy. Im September 1781 wechselte das 1. Bataillon nach Lille und das 2. Bataillon nach Douai. Im Oktober 1783 in Calais wieder zusammengeführt, verlegte es im Oktober 1784 nach Saint-Omer und nach Aix im September 1786, nach Saint-Venant, Béthune und Arras im Oktober 1787, nach Saint-Omer im März 1788 und nach Lille im Dezember 1789.

### Kriege der Revolution und des Ersten Kaiserreichs
Im Juni 1790 war „Royal-Vaisseaux“ nach Straßburg kommandiert worden. 1792 lag das nunmehrige „43e régiment d’infanterie“ mit dem 2. Bataillon in Givet, das 1. Bataillon war zur Armée des Ardennes abkommandiert. Das Regiment kämpfte in der Kanonade bei Valmy, der Schlacht bei Jemappes und in der Schlacht bei Neerwinden.
Im Jahre 1793 wurden im Zuge der Premier amalgame die beiden Bataillone zur Aufstellung der „68e demi-brigade de bataille“ und der „69e demi-brigade de bataille“ herangezogen. Damit endete zunächst die Traditionslinie des „43e régiment d’infanterie“.
1803 wurden die Regimentsbezeichnungen wieder eingeführt und die „43e demi-brigade d’infanterie“ (die mit dem vormaligen 43. Infanterieregiment nichts mehr zu tun hatte) in das „43e régiment d’infanterie de ligne“ umbenannt.
- 1805: Mit dem 5. Korps in Danzig in Garnison – Schlacht bei Ulm – Schlacht bei Austerlitz
- 1806: Feldzug in Preußen und in Polen – Schlacht bei Jena und Auerstädt
- 1807: Schlacht bei Eylau – Schlacht bei Heilsberg
- 1808 bis 1813: Feldzug in Spanien, Schlacht bei Medina de Rioseco, in Bilbao und in Durango, 1809 lag das Regiment in Santander und Ronda, 1809 bei der Einnahme von Ronda, Pamplona und Aspiro, 1810 Verteidigung von Ronda, Villa-Nova-del-Duque und Osuna, 1811 Verteidigung von Ronda, 1812 bei Olora, 1813 in Vitoria, Schlacht am Bidassoa bei Santa Barbara, am Nivelle und in Bayonne.
- 1813: Einsatz in der Schlacht bei Lützen, Schlacht bei Bautzen, Schlacht bei Kulm, Völkerschlacht bei Leipzig und Schlacht bei Hanau
- 1814: Spanischer Unabhängigkeitskrieg mit der Teilnahme an der Schlacht bei Orthez und der Schlacht bei Toulouse

Im gleichen Jahr Feldzug in Frankreich mit Einsatz bei der Schlacht bei Champaubert, Schlacht bei Montmirail, Schlacht bei Vauchamps, Schlacht bei Laon, Gefecht bei Reims, Schlacht bei Fère-Champenoise und der Schlacht bei Paris.
- 1815: Schlacht bei Waterloo

## 1815 bis 1914
Nach der endgültigen Niederlage Napoleons wurde das 43e régiment d’infanterie 1815 im Département Deux-Sèvres aufgelöst, aber im folgenden Jahr als „Légion de Loiret“ wieder aufgestellt.

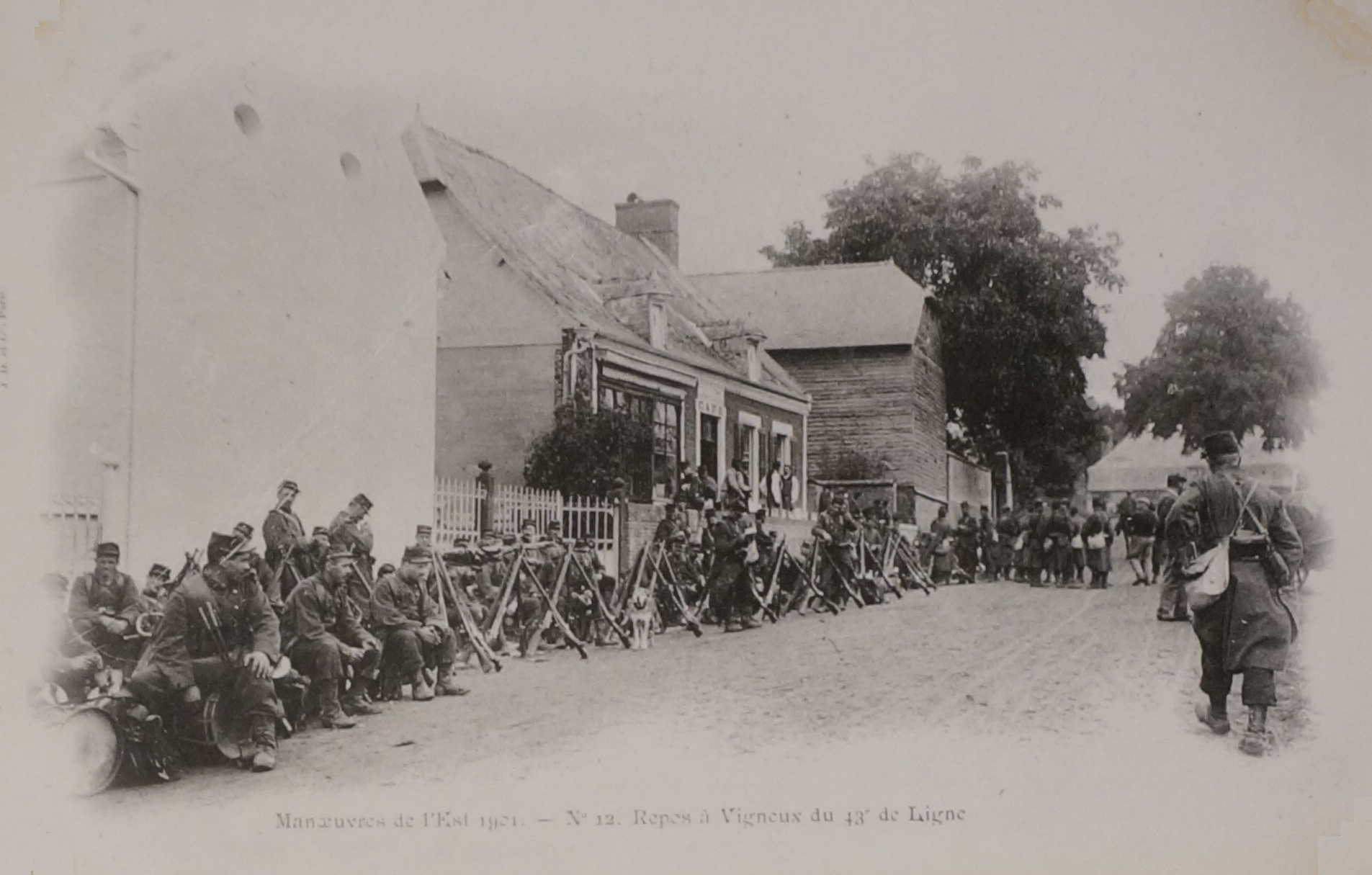
Das 43^{e} RI während der Manöver in Vigneux 1901

1830: Julirevolution: Das in Le Havre und Dieppe stationierte Regiment blieb passiv.
Februar 1831: Teilnahme an der Niederschlagung der Unruhen im Département Morbihan
1845–1851: Eroberung von Algerien:
- 11. Oktober 1845: Das Regiment lag in Toulon in Garnison. Zwei Bataillone wurden am 31. Oktober und ein Bataillon am 3. November nach Algier verschifft. Garnison in Algerien wurde Bougie.
- 9. Dezember 1845–4. Januar 1846: Expedition gegen die vereinigten Stämme unter Abd el-Kader; die schlecht vorbereitete Aktion kostete 66 Soldaten das Leben, davon nur zwei durch Kampfhandlungen.
- 14. Februar 1846: Das 1. Bataillon lag in Philippeville, das 2. Bataillon in Sétif. Es wurden Operationen gegen den Stamm Bou Taleb durchgeführt.
- 12. Juni 1846: Das 1. Bataillon verlegte nach Jijel, das 2. Bataillon operierte gegen den Stamm der Amouchas.
- 30. April 1847: Das 3. Bataillon operierte in der Kabylei und unterwarf die Beni Brahim. Das Regiment wurde dann nach Batna und anschließend nach Bône verlegt.
- Oktober–26. November 1849: Belagerung von Zaatcha. Operation zusammen mit dem 1. Bataillon der Fremdenlegion und der 4. Kompanie des „3e BILA“.
- Mai bis Juni 1850: Ein Marschbataillon wurde aufgestellt und kämpfte in der Region von Tebessa gegen den Stamm der Nementchas.
- 6. Januar 1851: Rückkehr nach Frankreich mit Garnison in Langres.

1851–1859:
- September 1851: Verlegung nach Paris.
- 2. Dezember 1851: Das Regiment wurde für polizeiliche Maßnahmen während des Staatsstreichs durch den späteren Kaiser Napoleon III. verwendet.
- Januar 1854: Juni 1856: Einsatz im Krimkrieg bei der Belagerung von Sewastopol; das Regiment verlor 879 von 3.350 Männern, davon allein 500 durch Krankheiten.
- 1859: Sardinischer Krieg; Einsatz in der Schlacht bei Magenta und der Schlacht bei Solferino; die Verluste betrugen acht Offiziere sowie 145 Unteroffiziere und Mannschaften.

### Deutsch-Französischer Krieg
Zu Beginn des Deutsch-Französischen Krieges war das „43e régiment d’infanterie de ligne“ am 1. August 1870 der Armée du Rhin zugeteilt.
Zusammen mit dem „5e bataillon de chasseurs“ unter Commandant Carré und dem 13e régiment d’infanterie unter Colonel Lion bildete es die 1. Brigade unter Général Véron, genannt Bellecourt. Die 1. Brigade und die 2. Brigade unter Général Pradier bildeten zusammen mit zwei Feldartilleriebatterien zu je vier Geschützen, einer Batterie Mitrailleusen und einer Pionierkompanie die 2. Infanteriedivision im IV. Armeekorps.
Am 16. August wurde aus einberufenen Reservisten und Freiwilligen ein viertes Bataillon formiert, das zur Aufstellung des „8e régiment de marche“ (8. Marschregiment) verwendet wurde.
Das Regiment kämpfte in der Schlacht bei Gravelotte.
- April 1881 bis September 1883: Teilnahme an der Intervention in Tunesien
- 1. Oktober 1887: Nach der Reduzierung der Regimenter auf drei Bataillone wurde das 1. Bataillon zur Aufstellung des „147e régiment d’infanterie“ abgegeben.

### Erster Weltkrieg
- 2. August 1914 bis 26. Oktober 1916: abgestellt zur 1. Infanteriedivision
- 26. Oktober 1916 bis 7. Januar 1918: abgestellt zur 162 Infanteriedivision
- 8. Januar 1918 bis 11. November 1918:abgestellt zur 1. Infanteriedivision

Zusammensetzung 1914:
Drei Bataillone mit zusammen 72 Offizieren, 164 Unteroffizieren und 3.174 Mannschaften. Dazu kamen noch 219 Pferde.
| I. | II. |
| --- | --- |
| - 1914 Abwehrkämpfe an der belgischen Grenze bei Charleroi, Hastière, Anseremont (16. August), Odinat, Saint-Gérard (Belgien, 21. bis 23. August) und Marienbourg (25. August) Schlacht bei St. Quentin (28. und 29. August) Schlacht an der Marne (5. bis 13. September): Stellungskämpfe bei Seu, in der Region von Esternay, bei Ornes (Meuse), Reims-Saint-Brice-Courcelles, Courcy, Ferme du Choléra, Berry-au-Bac, Cormicy Schlacht an der Aisne (Oktober bis Mitte Dezember). Kämpfe bei Chavonnes, Vailly, Soupir-Montsapin. Dann Ruhezeit in Courcelles-Sapicourt. Abtransport in die Champagne am 15. Dezember. | - 1915 Stellungskämpfe in der Champagne; bei Ferme de Beauséjour (16. bis 23. Februar), im Bois Oblique (13. bis 14. März), Bois de Pareid Stellungskämpfe im Département Aisne (24. April bis 22. Juni); bei Trésauvaux, Ferme du Godat, Cormicy, Bouffignereux (16. Juli bis 3. August) Die Kämpfe an der Aisne kosteten das Regiment 23 Offiziere und 511 Unteroffiziere und Mannschaften. |

| I. | II. |
| --- | --- |
| - 1916 Kämpfe an der Aisne (Januar–Februar) bei La Neuville und Sapigneul Schlacht um Verdun (27. Februar bis 5. April); an der Côte du Poivre und dem Ravin de Bras-sur-Meuse Kämpfe an der Aisne (6. April bis 10. August) bei Craonnelle und Blanc-Sablon Schlacht an der Somme (August bis September) bei Maurepas, Maricourt und der Ferme du Priez (im September) Stellungskämpfe in der Champagne (1. Oktober bis 20. Dezember) an der Butte de Souain | - 1917 Stellungskämpfe an der Aisne (Januar bis März); Schlacht an der Aisne (1917), Kämpfe am Plateau de Vauclerc Angriffskämpfe in Flandern (5. Juli bis 19. November), bei Maison du Passeur Dritte Flandernschlacht im Abschnitt Chaudière (27. September bis 19. November) |

- 1918

Kämpfe an der Aisne; 10. Januar bis März bei La Ville-aux-Bois, Juvincourt-et-Damary
April bis Mai Kämpfe bei Ferrières, Pérennes, Abbémont
Schlacht an der Aisne; 3. Juni bis 27. Juli Abwehrkämpfe bei Soissons
im August Kämpfe bei Nouvron-Vingré, Fontenoy, der Ferme de la Tour-Vingré
21. bis 28. September Angriffskämpfe bei Château de Vaucelles und der Ferme Gerbau
29. September bis 11. November in Ruhe in den Vogesen bei Fresse und Le Thillot
- Der Erste Weltkrieg kostete das Regiment 85 Offiziere 243 Unteroffiziere und 2.790 Mannschaften.
- Im Januar 1919 gehörte das Regiment zu den Besatzungstruppe in Mainz.

### Zweiter Weltkrieg
Von 1939 bis 1940 gehörte die Einheit als „43e régiment d’infanterie motorisée“ (43e RIM – 43. motorisiertes Infanterieregiment) zur 1. motorisierten Infanteriedivision (1re DIM). Das Regiment war bereits mehrfach massiv aus der Luft angegriffen worden, bevor es am Dijle in Belgien erstmals Feindkontakt hatte. Es führte Abwehrkämpfe bei Bruille-Saint-Amand und bei Dünkirchen. Nach dem Waffenstillstand von Compiègne musste es die Waffen niederlegen. Die Kämpfe kosteten die Einheit 231 Gefallene und 600 Verwundete. Bereits einen Tag vorher hatte der Regimentskommandeur, Colonel Gaillard, befohlen, die Regimentsfahne im Keller des Pfarrhauses von Mesnil-Rainfray (Arrondissement Avranches) zu verstecken, damit sie den Deutschen nicht in die Hände falle.
Das Regiment gehörte dann zur Waffenstillstandsarmee des Vichy-Regimes und wurde als „43e régiment d’infanterie alpine“ in Marseille (ein Bataillon in Digne) stationiert. Nach dem Einmarsch der deutschen Truppen in das bis dahin unbesetzte Frankreich wurde es 1942 aufgelöst.
Im Jahre 1944 erfolgte eine formale Neuaufstellung durch den Maquis du Nord und du Cher. Es wurde bei den Kämpfen gegen die deutschen Festungen an der Atlantikküste eingesetzt.

### Nach 1945
- Indochinakrieg

Das Regiment stellte das „Bataillon de marche du 43e RI“ ab. Es wurde zwischen Januar 1847 und Juni 1948 im Zuge der „Opération Léa“ eingesetzt.
- Algerienkrieg

Zwischen 1952 und 1962 nahm die Einheit an den Operationen in Marokko und in Algerien teil. Dabei sind zwei Offiziere, drei Unteroffiziere und 57 Mannschaften gefallen.
Nach dem Vertrag von Evian vom 18. März 1962 und dem damit verbundenen Waffenstillstand wurde unverzüglich mit dem Aufbau der provisorischen algerischen Streitkräfte begonnen. Das 3. Bataillon stellte das 416e UFL-UFO Ziamma Nansouriah auf.

## Regimentsfahne

Fahne des 43^{e} régiment d’infanterie (in vereinfachter Form dargestellt)

Auf der Rückseite der Regimentsfahne sind (seit Napoleonischer Zeit) in goldenen Lettern die Feldzüge und Schlachten aufgeführt, an denen das Regiment ruhmvoll teilgenommen hat.
Nach der Auflösung des Regiments am 31. Dezember 2010 wurde die Fahne am 1. Januar 2011 an die GSBdD (Groupement de Soutien de la Base de Défense) in Lille übergeben. Die GSBdD führt die Fahne des 43e RI bei offiziellen Anlässen.

## Ehrungen
Das Fahnenband ist dekoriert mit dem Croix de guerre 1914–1918 mit drei Palmenzweigen für dreimalige lobende Erwähnung im Armeebefehl (30. Oktober 1916, 5. Oktober 1917 und 29. September 1918) sowie mit der Goldmedaille der Stadt Mailand für die Teilnahme an der Schlacht bei Solferino und der Schlacht bei Palestro im Jahre 1859.
Das nach Indochina abgestellte Marschbataillon wurde mit dem „Croix de guerre des Théâtres d’opérations extérieurs“ mit einem Palmenzweig (gemäß Armeebefehl vom 9. Juni 1948) dekoriert. Obwohl es üblich war, diese Dekoration auf die Regimentsfahne zu übertragen, wurde es hier nicht so gehandhabt, und die Auszeichnung blieb auf den Bataillonswimpel beschränkt.
Die Angehörigen des Regiments haben das Recht, die Fourragère in den Farben des Croix de guerre 1914–1918 zu tragen.
Die Städte Dünkirchen und Gembloux haben dem Regiment für die Aktivitäten 1940 ihre jeweilige kommunale Verdienstmedaille verliehen.

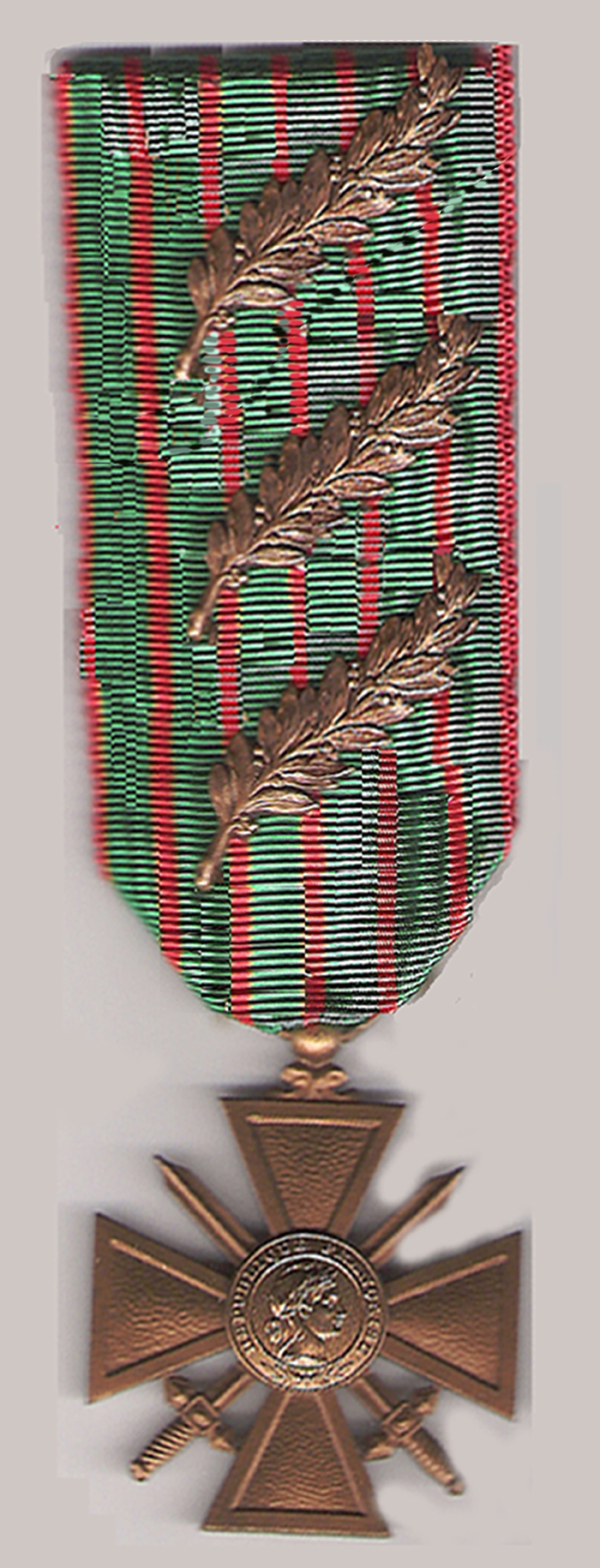
Croix de guerre 1914–1918
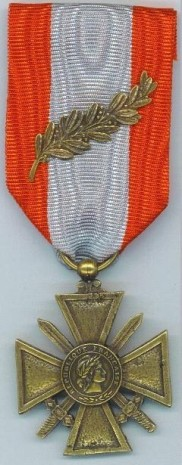
Croix de guerre des Théâtres d’opérations extérieurs